# Zaglyptonotus mississippiensis
Zaglyptonotus mississippiensis är en stekelart som beskrevs av Breland 1938. Zaglyptonotus mississippiensis ingår i släktet Zaglyptonotus och familjen gallglanssteklar. Inga underarter finns listade i Catalogue of Life.